# Kyrkberget
För andra betydelser, se Kyrkberget (olika betydelser).
Kyrkberget är en ort i Stora Skedvi socken i Säters kommun. Orten utgjorde till 2015 en egen småort men sammanväxte då med den i Skedvi kyrkby
Kyrkberget ligger på södra sluttningen av berget med samma namn, omkring tio kilometer nordost om Säter och en kilometer nordost om Skedvi kyrkby.